# Judit Ignacio Sorribes
Judit Ignacio Sorribes (Barcelona, 18 de marzo de 1994) es una exnadadora y psicóloga española, especialista en estilo mariposa.

## Biografía
Hizo su primera aparición en los Juegos Olímpicos de Londres 2012, nadando en la prueba de 100 m mariposa. Nadó en la segunda serie, haciendo un tiempo de 59.42, insuficiente para pasar a las semifinales al quedar en la posición 26 en el sumario total. También nadó en los 200 m mariposa, con un tiempo de 2:08.14, clasificando para la final, pero quedando eliminada posteriormente para nadar en la final. Finalmente nadó en la prueba de 4 x 100 m combinado, 
quedando también eliminada para nadar en la final. Dos años después nadó en el Berlín 2014, donde ganó la medalla de plata en la prueba de 200 m mariposa.
Estudió Psicología y el máster en Psicología del Deporte y de la Actividad Física en la Universidad Autónoma de Barcelona y el máster en Dirección de Recursos Humanos en la EAE Business School. Actualmente trabaja como Especialista en Aprendizaje en el Banco Sabadell.